# Betsi Cadwaladr
Betsi Cadwaladr (24 de maig de 1789 – 17 de juliol de 1860), també coneguda com a Beti Cadwaladr i com Betsi Davis, va treballar com a infermera durant la Guerra de Crimea al costat de Florence Nightingale, tot i que les seves diferències socials van ser objecte de constant enfrontament entre les dues. Actualment, el seu nom s'associa a la Junta Universitària de Sanitat Betsi Cadwaladr (en gal·lès: Bwrdd Iechyd Prifysgol Betsi Cadwaladr), l'organització sanitària més gran de Gal·les. El 2016 va ser nomenada una "dels 50 gal·lesos més grans de tots els temps", per davant d'altres gal·lesos destacats com el cantant Tom Jones, l'actor Anthony Hopkins, T.E. Lawrence i Ivor Novello.

## Biografia
Elizabeth "Betsi" Cadwaladr va néixer el 1789 a Llanycil, a prop d'Y Bala, Gal·les, filla del pastor metodista Dafydd Cadwaladr. Tenia 15 germans. Va créixer a la granja de Pen Rhiw, Llanycil, i sa mare va morir quan ella només tenia cinc anys. Poc després d'aquest fet, Thomas Charles, un rector metodista calvinista gal·lès, famós per haver-li donat una còpia de la Bíblia a la cèlebre Mary Jones, també li va obsequiar un exemplar a Cadwaladr, el que ella va acceptar amb entusiasme, doncs sentia que la seva vida tornava a tenir un propòsit.

## Primers treballs
Cadwaladr va aconseguir feina local com a serventa a Plas yn Dre, on va aprendre tasques domèstiques, a parlar anglès i a tocar l'arpa triple. No obstant això, no es trobava a gust allà, i als 14 anys es va escapar per la finestra de la seva habitació fent servir llençols que havia amarrat. Després d'aquest incident, va decidir deixar Y Bala. Va aconseguir feina d'emprada domèstica a Liverpool. En algun moment de la seva vida va canviar el seu cognom per Davis perquè era fàcil de pronunciar, tot i que algunes fonts suggereixen que Elizabeth Davis era el seu nom de naixença. Més tard tornaria a Gal·les però fugiria a Londres, on vivia una germana, per evitar contraure matrimoni. A Londres va tenir el seu primer contacte amb el teatre, una cosa que li va interessar molt.
Va tenir l'oportunitat de viatjar arreu del món amb el seu sou de serventa i assistenta. Viatjar es convertiria en una de les seves grans passions. Va ser a França durant la batalla de Waterloo i va poder visitar el camp de batalla, on li va commoure la situació en què es trobaven els ferits. El 1820, amb 31 anys, va tornar a Y Bala, un lloc que ara considerava "avorrit", pel que va aconseguir treball com a serventa d'un capità de vaixell i va viatjar durant anys, visitant llocs com Amèrica del Sud, Àfrica i Austràlia. De vegades interpretaria obres de Shakespeare a bord, i va conèixer personatges il·lustres com ara William Carey, el missioner, i Reginald Heber, l'escriptor de l'himne. En aquells temps, Cadwaladr no tenia entrenament com a infermera. Tanmateix, va haver d'atendre algunos malalts al vaixell i en més d'una ocasió va haver de fer de llevadora. Malgrat la seva tossuderia i independència, la pròpia Cadwaladr reconeixeria més tard que durant els seus viatges en vaixell va rebre ofertes de matrimoni d'almenys 20 homes.

## Infermera

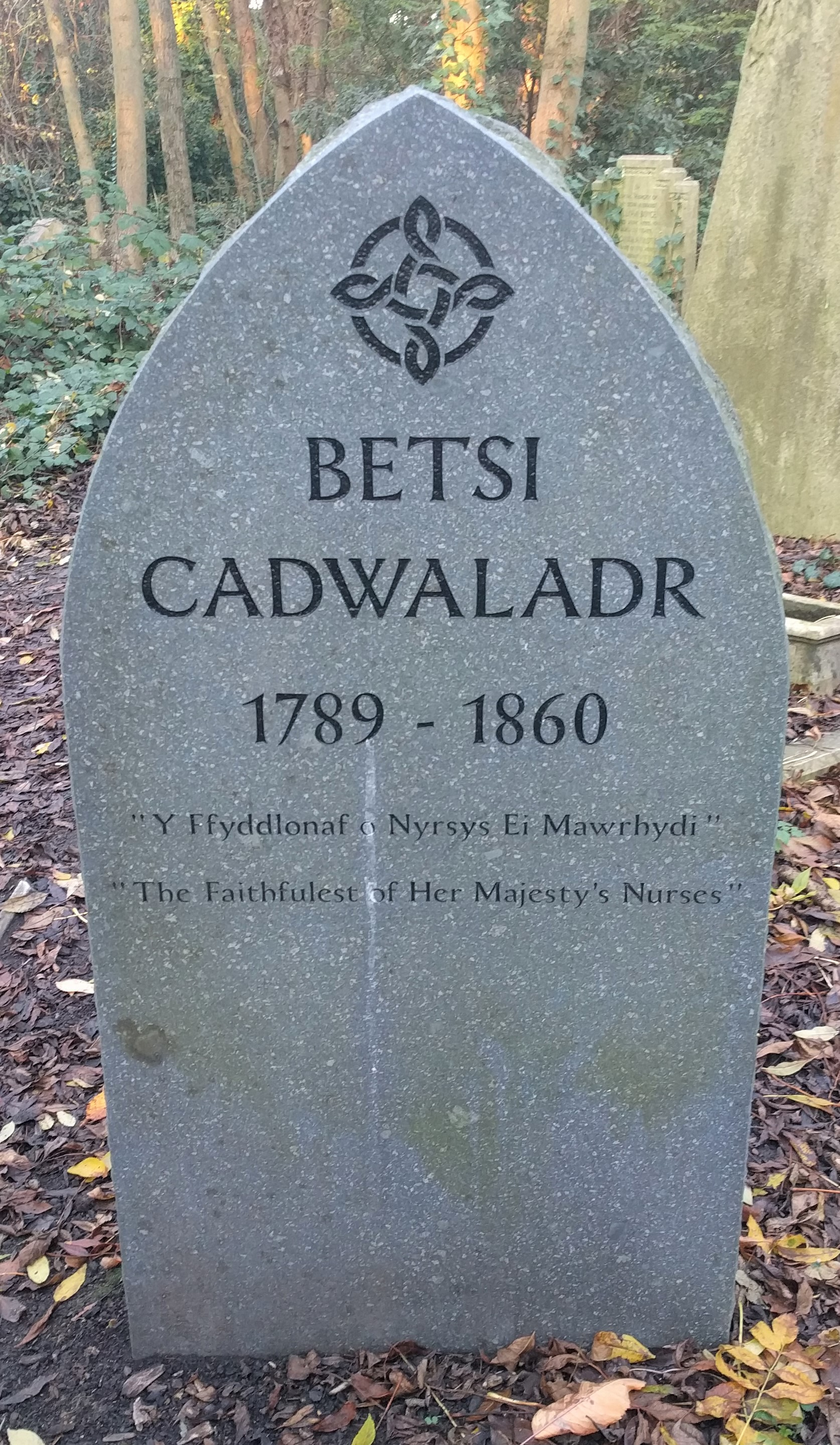
Làpida posada sobre la seva tomba el 2012.

En tornar al Regne Unit, va decidir aprendre l'ofici d'infermera a Guy's, un hospital de Londres. Com a part del seu entrenament, als 65 anys es va unir al servei militar d'infermeria amb el propòsit de treballar a Crimea, tot i que la seva germana Bridget va intentar dissuadir-la en diverses ocasions. Florence Nightingale, qui provenia de la classe alta, no volia que Cadwaladr, gal·lesa de classe obrera, anés a Crimea, argumentant que si ho feia seria en contra de la seva voluntat i que Betsi seria derivada a un altre supervisor. Betsi li va respondre, "Creu vostè que sóc un gos o un animal per transferir-me? Tinc voluntat pròpia." L'opinió de Nightingale sobre els gal·lesos estaria relacionada amb la publicació de tres informes – els coneguts «llibres blaus» – en què es descrivia els gal·lesos com mancats d'educació bàsica i moralitat.
Cadwaladr va ser destinada a un hospital de Selimiye a Turquia, gestionat per Florence Nightingale. Cadwaladr va treballar-ne durant alguns mesos però va haver enfrontaments constants entre les dues; ambdues venien de diferents classes socials i hi havia un salt generacional entre les dues (31 anys). Nightingale insistia en l'aplicació de les regles i en la burocràcia, algunes de les quals imposava ella; a més, era també una coneguda estadística. Cadwaladr sovint sortejava algunes regles per reaccionar de forma més intuïtiva a les necessitats dels soldats ferits en combat. Tot i que Nightingale va reconéixer la feina de Cadwaladr i els avanços que en va fer per millorar les condicions antihigièniques de l'establiment, les discussions constants entre les dues van provocar que Cadwaladr, ara major de 65 anys, decidís deixar l'hospital per iniciativa pròpia, per establir-se a Balaklava. Allà, a més del seu treball com a infermera i de supervisar les cuines de la caserna, tornaria a ser el centre d'atenció per les seves baralles amb la burocràcia per assegurar-se que les provisions necessàries arribessin a temps. Nightingale va visitar Balaklava dos cops, i en veure les millores introduïdes pels mètods de Cadwaladr, li va donar el reconeixement que mereixia.

## Mort
Les condicions extremes a Crimea van ressentir la salut de Cadwaladr, qui va agafar còlera i disenteria. Va tornar al Regne Unit el 1855, un any abans que acabés la guerra. Va viure a Londres, de nou a casa de la seva germana, i va aprofitar per escriure la seva autobiografia. Va morir el 1860, cinc anys després del seu retorn, i les seves restes van ser enterrades a la zona d'indigents del cementiri d'Abney Park al nord de Londres. Una nova placa commemorativa es va posar sobre la seva tomba a l'agost de 2012.

## Obra
- Autobiography of Elizabeth Davis, 1857. Reeditada como Betsy Cadwaladyr: A Balaclava Nurse. Honno, 2015. ISBN 9781909983274
- Hart, JT (1971). "The Inverse Care Law". Lancet. 1: 405–12. doi:10.1016/s0140-6736(71)92410-x.